# Gabriele I da Camino
Gabriele I da Camino, noto anche come Gabriele da Montanara (1100 circa – post 1154) è stato un nobile e militare italiano attivo nel dodicesimo secolo.

## Biografia
Figlio di Guecello da Montanara, risulta essere il primo componente della famiglia dei da Camino la cui esistenza è comprovata da una fonte di prima mano, nel suo caso risalente al 1116, e non solo da aneddoti tramandati dai cronachisti veneti di epoca moderna.
Intorno al 1120 Gabriele, detto anche "Regolo", risulta essere uno dei quattro nobili trevigiani grazie ai quali venne fondato il Monastero di Santa Maria del Piave, una sorta di struttura ospedaliera che si trovava in prossimità di un guado del Piave a Lovadina: gli altri tre erano il conte di Lovadina Rambaldo V di Collalto, Ermanno di Porcia conte di Ceneda e Valfredo di Colfosco, tutti esponenti dell'aristocrazia locale fortemente legati da vincoli di sangue e alleanze.

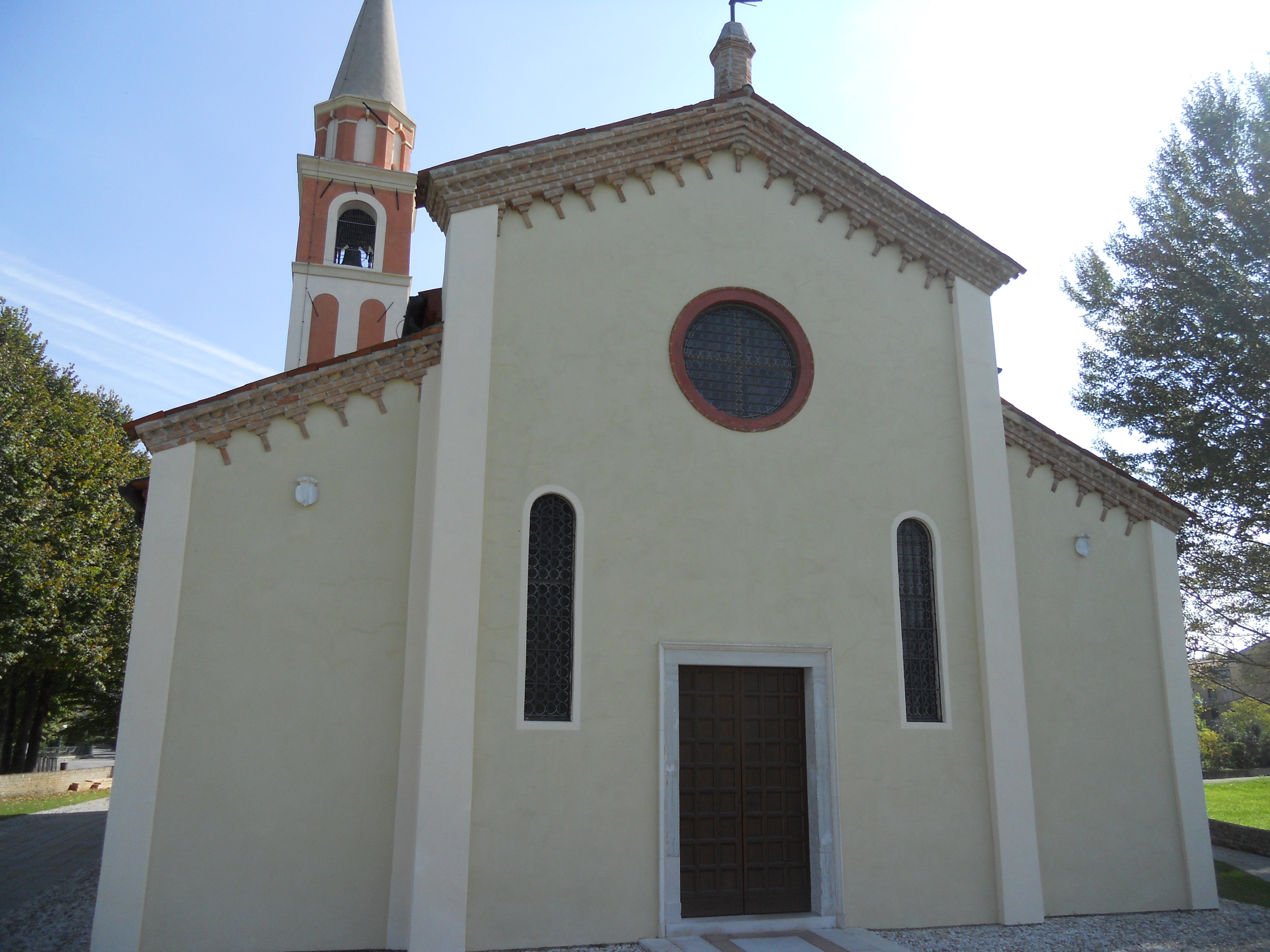
Nella chiesa di San Bartolomeo di Camino, secondo Giovanni Bonifacio, sarebbero state celebrate le nozze di Gabriele I da Camino e Adeleita di Porcia.

Gabriele nel 1120 prese come sposa Matilde di Collalto, figlia di Ensedisio I di Collalto e quindi sorella del Rambaldo V citato poc'anzi: si tratta di uno dei vari matrimoni che unirono nel corso del tempo esponenti dei due casati trevigiani.
Due ulteriori vincoli matrimoniali tra i casati summenzionati si ebbero, intorno al 1154, con le nozze tra Guecellone II figlio di Gabriele e Sofia di Colfosco figlia di Valfredo, avvenute nel castello di Zumelle: Gabriele infatti, essendo nel frattempo rimasto vedovo di Matilde, si sarebbe unito in seconde nozze a Camino con Adeleita di Porcia, madre di Sofia a sua volta rimasta vedova di Valfredo. In questo modo i due sarebbero diventati suoceri dei loro figli.
A seguito di questi matrimoni il casato ricevette in dote, e quindi in eredità, vari feudi tra cui il castello e la contea di Cesana, consentendogli di diventare uno dei più potenti del Veneto.
Il 28 marzo 1147 a Fontaniva venne firmato un trattato di pace al termine di un lungo conflitto sul controllo delle vie d'acqua venete che aveva coinvolto, nei decenni precedenti, le principali città e famiglie della pianura veneta: Gabriele era presente, insieme ad Ezzelino I da Romano ed altri notabili della regione, come rappresentante dell'area di Treviso: nel documento egli viene definito filius quondam Guecelli de Camino de Cenethese. Si tratta della prima volta in cui si riscontra il predicato familiare "da Camino": l'abbandono del predicato "da Montanara" che aveva definito originariamente la famiglia, era avvenuto quindi tra il 1120 e quest'ultima data.

## Discendenza
Di Gabriele sono noti due figli:
- Guecellone II, che ereditò i titoli ed il controllo della famiglia;
- Gironcio, che diede vita ad un secondo ramo della famiglia di scarso peso che si estinse dopo tre generazioni[3].